# Ludwig Nuss
Ludwig Nuss, auch Ludwig Nuß, (* 1961) ist ein deutscher Jazzposaunist.

## Leben und Wirken
Nuss studierte in Köln bei Jiggs Whigham. Das Konzertexamen im Fachbereich Jazzposaune schloss er mit Auszeichnung ab. Nuss arbeitete zunächst als freischaffender Musiker in der Kölner Studioszene und machte zahllose Aufnahmen für Rundfunk, Fernsehen und Tonträger.
Zwischen 1992 und 1996 war er Mitglied der SDR Big Band in Stuttgart. Neben seiner Tätigkeit als Leadposaunist und Jazzsolist in der WDR Big Band Köln ist Nuss in vielen Bereichen der deutschen und europäischen Jazzszene aktiv. Er gibt Konzerte im Duo mit dem Pianisten Michael Abene, in seinem Trio mit John Goldsby und Benyamin Nuss und mit diversen Quartett- oder Quintett-Besetzungen. Dazu gehörten in der Vergangenheit auch Jazzed Friends mit dem Trompeter Ingolf Burkhardt, die Bands MIBLUe und Legal Paradizer mit dem Saxofonisten Peter Weniger und Ensembles mit seinem Bruder, dem Pianisten Hubert Nuss.
Als Sideman ist er auf zahlreichen Aufnahmen internationaler (Bob Brookmeyer, Bill Holman, Patti Austin, Frank Foster, Rob McConnell, Lalo Schifrin, Phil Woods, Slide Hampton, Vince Mendoza, Brecker Brothers, Peter Erskine, Manny Albam, Bob Mintzer etc.) und nationaler Jazzmusiker (Paul Kuhn, Peter Herbolzheimer, German Jazzorchester, Thilo Berg Big Band, Bill Ramsey, Dieter Reith, Peter Fessler, All That Jazz etc.) zu hören.
Neben seiner Tätigkeit als Bandmusiker engagiert er sich in der Nachwuchsförderung, sowohl als Posaunenlehrer für einzelne Schüler, als auch als Tutor bei Jazzworkshops.
Zwischen 2007 und 2012 war er Professor für Jazzposaune am Jazz-Institut Berlin. Seine Söhne Benyamin Nuss als Pianist und Jonathan Nuss als Posaunist entschieden sich ebenfalls für eine Musiker-Karriere.

## Diskographie (Auswahl)
- The Party Is Over, Mons Records, 2014
- Hornplayers - Fifty/Fifty, Mons Records, 2011
- Night Over Lake Tarawera, Mons Records, 2009
- Rolling Down 7th, Mons Records, 2006
- Ups & Downs, Mons Records, 2003
- The Return of the Hornplayers, Mons Records, 1998
- Jazzed Friends, Mons Records, 1996
- Hornplayers Can´t Eat Garlic, MKW Music, 1987